# Giorgio A. Tsoukalos

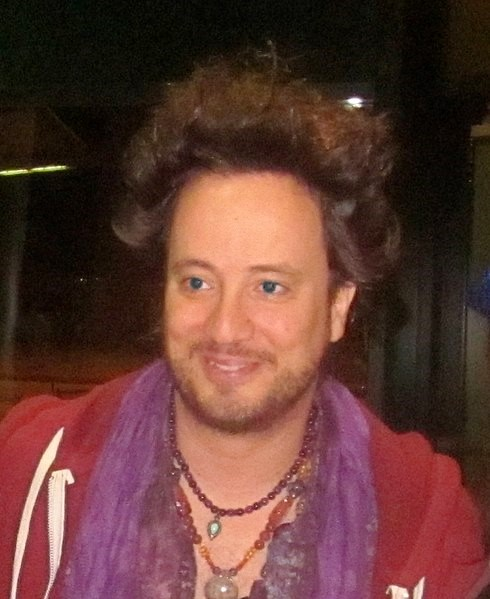
Giorgio A. Tsoukalos

Giorgio A. Tsoukalos (n. 14 martie 1978, Lucerna) este un scriitor elvețian de origine greacă și prezentator de televiziune specializat în teoria pseudoștiințifică a astronautului antic. Tsoukalos este editor al revistei Legendary Times, o publicație care caută dovezi care să susțină teoria astronautului antic și alte subiecte legate de aceasta. 
Tsoukalos a fost director al Centrului Erich von Däniken pentru Cercetarea Teoriei Astronautului Antic timp peste 12 ani. El a apărut pe canalul Travel, History, canalul Sci-Fi, National Geographic Channel, precum și la Coast to Coast AM. El este producător al serialul de televiziune Ancient Aliens. Tsoukalos a studiat la Ithaca College din Ithaca, New York, unde a absolvit în 2001. 

## Filmografie
- Ancient Aliens (serial TV documentar) - în rolul său
  - în episodul pilot Ancient Aliens: Chariots, Gods & Beyond - în rolul său

- Is It Real? (serial TV documentar) (2006)
  - în episodul Ancient Astronauts (2006) - în rolul său

- Is There a Stargate? (scurt documentar video) (2003) - în rolul său